# Adalbert Falk

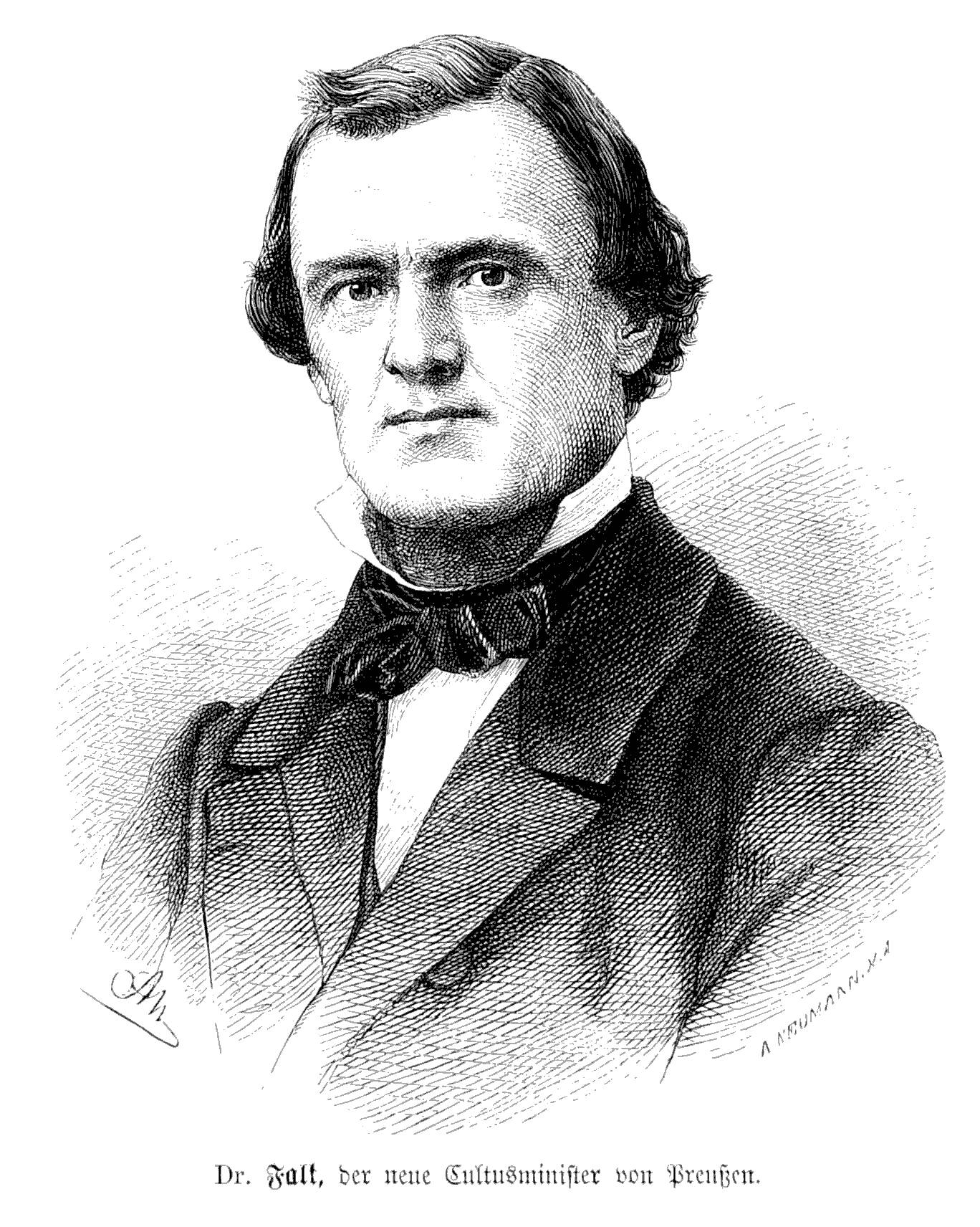
Adalbert Falk 1872

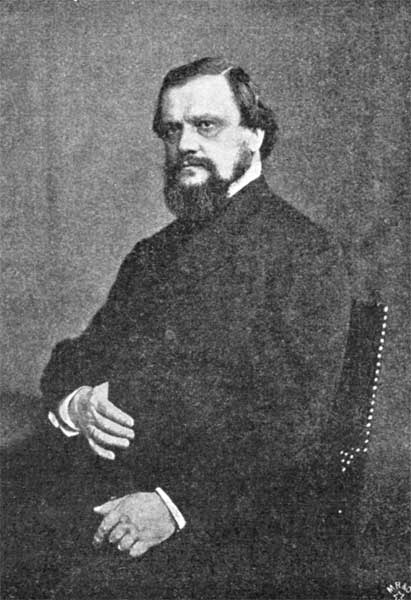
Adalbert Falk um 1900

Paul Ludwig Adalbert Falk (* 10. August 1827 in Metschkau, Kreis Striegau, Provinz Schlesien; † 7. Juli 1900 in Hamm) war preußischer Kultusminister und Präsident des Oberlandesgerichts Hamm.

## Leben

### Herkunft
Falk war der Sohn des Pastors von Waldau bei Liegnitz und (von 1832 bis 1838) an der Gnadenkirche von Landeshut Ludwig Falk (1801–1872), dem späteren königlichen Konsistorialrat (ab 1838) und (als Nachfolger seines Vaters Johann Gottfried Ludwig Falk) Superintendenten, und dessen Ehefrau Emma Hoffmann. Alexander Falk war sein Onkel. Seinen ersten Unterricht bekam Falk durch seinen Vater, der mit dem späteren Fürstbischof Förster befreundet und auch Erster Prediger an der (reformierten) Hofkirche zu Breslau war, und besuchte später das Gymnasium von Liegnitz.

### Laufbahn
Mit 17 Jahren begann Falk 1844 an der Friedrich-Wilhelms-Universität zu Breslau Jura zu studieren; später wechselte er mit dem gleichen Fach an die Friedrich-Wilhelms-Universität zu Berlin, wo er 1847 mit einer Promotion sein Studium beendete. Nach der Auskultatorprüfung 1847 trat Falk in den Staatsdienst ein. 1850 bekam er eine Anstellung als Gerichtsreferendar und arbeitete auch als Assistent an der Staatsanwaltschaft Breslau.
1853 wurde Falk zum Staatsanwalt befördert und nach Lyck in Ostpreußen versetzt. 1861 holte man ihn in gleicher Position an das Kammergericht Berlin und als solcher wirkte Falk wieder als Assistent im Justizministerium. Während dieser Zeit überarbeitete Falk das Allgemeine Landrecht für die preußischen Staaten (Fünfmännerbuch) und konnte sich mit dieser Arbeit für „höhere Aufgaben“ im Justizministerium empfehlen.
1851 heiratete Falk in Breslau Rose Passow, eine Tochter des Philologen Franz Passow. Mit ihr hatte er drei Töchter und drei Söhne. Einer seiner Söhne wurde während des Ersten Weltkriegs preußischer General der Infanterie.
Obwohl er es ablehnte in den Adelsstand erhoben zu werden, erbat er die entsprechende Erhebung für seinen zu jener Zeit im Rang eines Secondeleutnants im Garde-Füsilier-Regiment stehenden Sohn. Dieser erhielt ihn im Jahre 1879 und hieß fortan Adalbert von Falk.
In den Jahren 1858 bis 1861 gehörte Falk im Abgeordnetenhaus der Fraktion Mathis an und vertrat dabei den Bezirk Lyck. Als Mitglied der Militärkommission des Landtags unterstützte er u. a. die geforderten Reformen der Armee. 1862 wurde Falk zum Appellationsgerichtsrat am Appellationsgericht in Glogau ernannt, aber vom Justizminister Adolf Leonhardt in das Ministerium zurückberufen und zum Vortragenden Rat befördert. 1867 wählte man Falk in den sich konstituierenden Reichstag des norddeutschen Bundes für Glogau. 1871 wirkte Falk als Bevollmächtigter der Regierung im Bundesrat und wurde Mitglied der Kommission für die deutsche Zivilprozessordnung.
Nach dem Rücktritt von Kultusminister Heinrich von Mühler übernahm Falk mit Wirkung vom 22. Januar 1872 das Kultusministerium. Seine Amtszeit war durch den Kulturkampf geprägt. Im Kulturkampf unterstützte er Bismarcks Kampf gegen den Einfluss der katholischen Kirche. Er entmachtete die durch Friedrich Eichhorn eingerichtete katholische Abteilung im Ministerium. Falk unterwarf wichtige Aspekte (z. B. die Ausbildung der Theologen) der katholischen Kirche durch die sogenannten Maigesetze der Kontrolle des Staates. Durch das Schulaufsichtsgesetz endete der Einfluss der Kirche auf die Volksschule. Weiterhin richtete sich seine Arbeit gegen den polnischsprachigen Unterricht der katholischen Schulkinder in Posen und Westpreußen.
All diese Maßnahmen stießen auf heftigem Widerspruch der katholischen Kirche und des Zentrums. Dank der Unterstützung der Nationalliberalen gelang es ihm, für die Gesetze Mehrheiten im Parlament zu erlangen. Durch diese Ereignisse wurde letztlich die Trennung von Staat und Kirche gestärkt.
Falk setzte eine Erhöhung der Gehälter der Lehrer durch. Durch Vermehrung der Seminare und durch zweckmäßige Organisation stieg die Zahl der Lehrer und der Schulklassen sehr beträchtlich (etwa 4000 Lehrer mehr als vor seinem Amtsantritt). Die Universitäten versah er mit reichlicheren Mitteln und erhöhte die Ausgaben für die Pflege der Kunst.
Ein Unterrichtsgesetz, welches das Schulwesen fortan gegen Verwaltungswillkür absichern sollte und das 1876 im Entwurf vollendet wurde, scheiterte am Widerspruch des Finanzministers gegen die Mehrkosten. Der Evangelischen Landeskirche der älteren Provinzen Preußens suchte Falk durch die 1875 von einer außerordentlichen Generalsynode gebilligte und auch 1876 vom Landtag genehmigte Synodalverfassung für die Kirchenprovinzen in den acht alten Provinzen Preußens eine selbständige Stellung zu geben.
Gerade diese benutzte aber die orthodoxe Hofpredigerpartei, um bei Kaiser Wilhelm I. gegen den ihr verhassten liberalen Minister zu agitieren, erst den von Falk berufenen Präsidenten des altpreußischen Evangelischen Oberkirchenrats Emil Herrmann zu stürzen, dann Falk selbst 1878 zum Abschiedsgesuch zu nötigen. Durch gegenseitige Nachgiebigkeit wurde zwar Falk 1878 noch im Amt erhalten, doch als Bismarck 1879 aus Anlass der Zolltarifsverhandlungen im Reichstag sich der Zentrumspartei näherte, zog Falk es vor, einer eventuellen Entlassung durch Erneuerung seines Gesuchs zuvorzukommen, das am 14. Juli 1879 bewilligt wurde, und sich auf die parlamentarische Tätigkeit zu beschränken. Falk gehörte seit dem Gewinn einer Nachwahl im Wahlkreis Liegnitz 3 (Glogau) am 9. Januar 1873 dem Reichstag an. Von 1874 bis 1882 vertrat er den Wahlkreis Liegnitz 4 (Lüben – Bunzlau), gehörte zunächst keiner Fraktion an, war dann von 1874 bis 1880 Hospitant in der Fraktion der Reichspartei und schloss sich 1881 der Nationalliberalen Partei an. Am 31. Januar 1882 legte Falk sein Reichstagsmandat nieder. Dem Preußischen Abgeordnetenhaus gehörte er von 1859 bis 1861 für den Wahlkreis 5 Gumbinnen/Ostpreußen, sowie von 1873 bis 1882 als Abgeordneter des Wahlkreises Düsseldorf 5 (Duisburg – Essen) an. Im Abgeordnetenhaus blieb er fraktionslos. 1882 zum Präsidenten des Oberlandesgerichts in Hamm ernannt, legte Falk beide Mandate nieder und zog sich vom politischen Leben ganz zurück. Eine Sammlung seiner Reden blieb unvollendet.

## Falks Wirken zur Reformation des Volksschulwesens
In drei Gesetzesinitiativen versuchte Falk als Kultusminister die Volksschule zu reformieren:
1. 1872 Schulaufsichtsgesetz (der Staat übernimmt die Leitung aller Volksschulen; im Kulturkampf ausschließlich auf katholische Schulen angewendet).
2. 1872 Die Allgemeinen Bestimmungen vom 15. Oktober 1872, betreffend das Volksschul-, Präparanden- und Seminarwesen (Sie regelten den inneren Aufbau der Volksschulen und trennten erstmals die Volksschulen von den Mittelschulen) als Fächer mit erweiterten Lehrzielen sind „der deutsche Unterricht“, „Rechnen“, „vaterländische Geschichte“ in den Allgemeinen Bestimmungen aufgeführt. Weibliche Handarbeiten werden obligatorischer Lehrgegenstand in der Volksschule. Diese Allgemeinen Bestimmungen veranlassten eine verbesserte Ausbildung der Volksschullehrer, in dem die Zulassungsvoraussetzungen für die Lehrerseminare erhöht wurden. Inhalte der Ausbildung wurden neben Pädagogik nun auch Psychologie, Logik und Ethik sowie Geschichte des Unterrichts und der Erziehung.
3. 1877 Unterrichtsgesetz von Falk initiiert, aber nicht umgesetzt.

## Falk als Oberlandesgerichtspräsident in Hamm
In die Wirkungszeit von Adalbert Falk als Oberlandesgerichtspräsident in Hamm fiel der Neubau des Oberlandesgerichts in der südlichen Vorstadt. Der Neubau, der heute als Rathaus der Stadt Hamm dient, wurde 1899 fertiggestellt. Falks Wohnsitz, die Villa des Oberlandesgerichtspräsidenten lag vis-a-vis auf dem heutigen Gelände des Arbeitsamtes in Hamm.

## Ehrungen

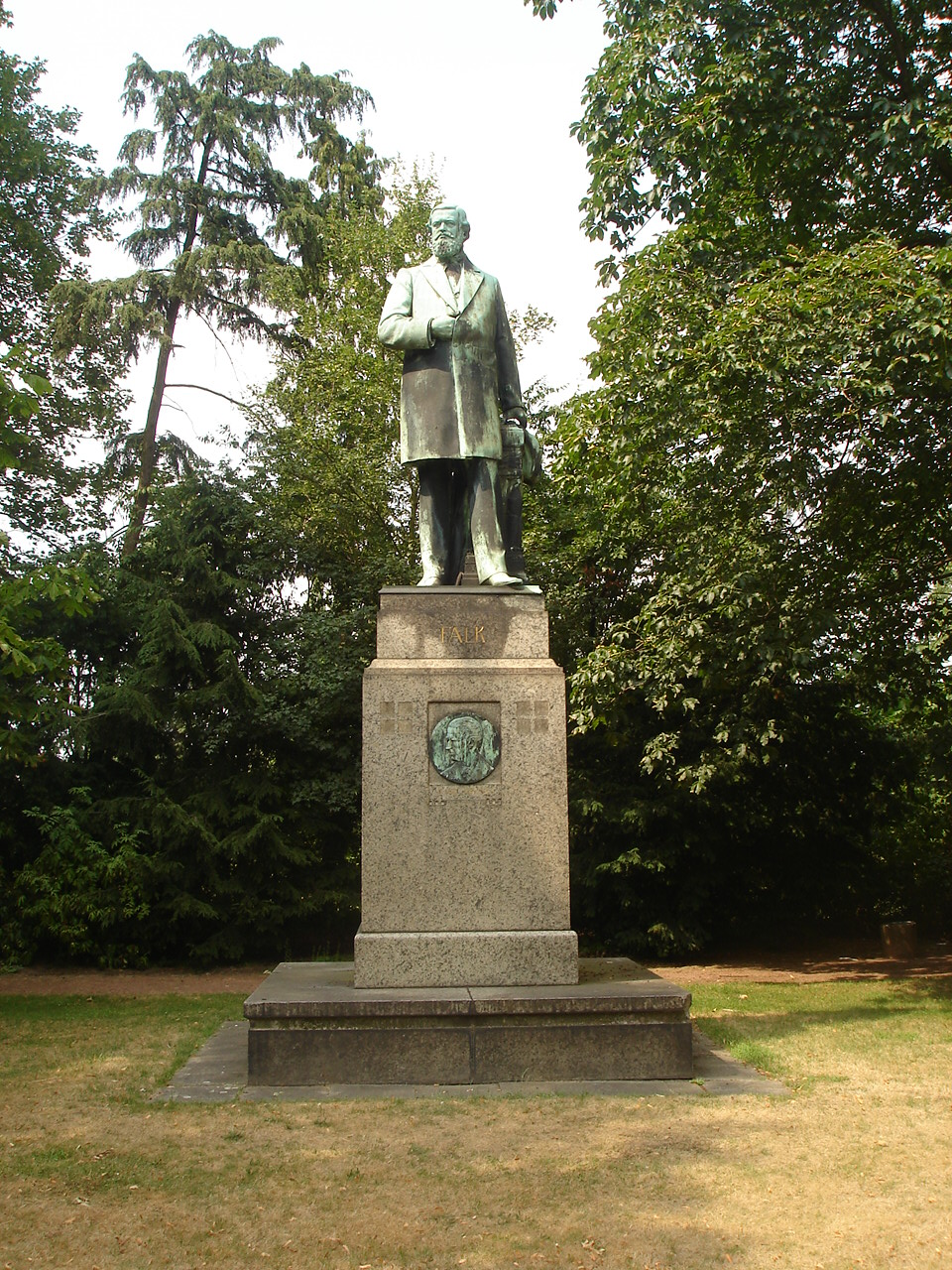
Falk-Denkmal in Hamm (Aufnahme 2006)

- Dem Ehrenbürger von Hamm (1898) wurde am 10. Juni 1905 ein Denkmal (von Bildhauer Wilhelm Wandschneider, gestiftet vom preußischen Lehrerverein), an der Ostenallee in Hamm enthüllt.
- 1900 wurde er als Ehrenmitglied in die Preußische Akademie der Wissenschaften aufgenommen.[6]
- Als Förderer des Schulwesens und des Lutherhauses in Wittenberg wurde er 1876 Ehrenbürger der Stadt Wittenberg. Im Andenken an ihn wurde die heutige Falkstraße benannt.
- Im heutigen Berlin wurden in zwei damals unabhängigen Gemeinden Straßen nach ihm benannt: Vor 1877 die Falkstraße in Rixdorf (heute Neukölln),[7] 1906 der Falkplatz in Berlin.[8] Außerdem wurde 1880 das heute nicht mehr bestehende Falk-Realgymnasium in der Lützowstraße nach ihm benannt.
- In Unna wurden sowohl die Falkstraße als auch die an dieser Straße liegende Falkschule nach ihm benannt.
- In Frankfurt am Main wurde die Falkstraße im Stadtteil Bockenheim sowie eine Realschule im Stadtteil Gallus nach ihm benannt.
- In Siegen wurde die Falkstraße am Giersberg nach ihm benannt.
- In Hamm wurde die Adalbert-Falk-Straße nach ihm benannt.
- An der Falkstraße in Herford steht die 1893 gegründete heutige Grundschule Falkstraße.